# Bethoncourt
Bethoncourt är en kommun i departementet Doubs i regionen Bourgogne-Franche-Comté i östra Frankrike. Kommunen ligger i kantonen Montbéliard-Est som tillhör arrondissementet Montbéliard. År 2022 hade Bethoncourt 5 288 invånare.

## Befolkningsutveckling
Antalet invånare i kommunen Bethoncourt
Referens:INSEE